# Thelypteris ireneae
Thelypteris ireneae là một loài thực vật có mạch trong họ Thelypteridaceae. Loài này được (Brade) Lellinger miêu tả khoa học đầu tiên năm 1984.